# Rosellinia necatrix
Rosellinia necatrix és una espècie de fong ascomicot de l'ordre dels xilarials (Xylariales) que provoca una important malaltia en les plantes, una mena de marciment llanós de les arrels.
Es difon dins del sòl mercès al  seu miceli filamentós amb el qual, una planta infectada, pot arribar a danyar plantes sanes dels voltants. Aquest patogen penetra dins el seu hoste a través de ferides. Ataca les arrels que queden cobertes del miceli, primer de color blanc i després marró. L'escorça també es torna bruna i se separa. La planta acaba morint. El fong pot atacar totes les espècies d'arbres fruiters, però els danys més importants són en la pomera, la vinya i les drupàcies.
La lluita contra el fong es basa en les mesures preventives, fent servir material de propagació sa i terrenys sense l'inòcul del patogen. Quan s'eliminen les plantes afectades cal treure també totes les arrels de diàmetre superior a un centímetre i cremar-les. Preventivament cal fer drenatge dels terrenys massa humits.